# Philippe Vincent
 (janvier 2023).
Si vous disposez d'ouvrages ou d'articles de référence ou si vous connaissez des sites web de qualité traitant du thème abordé ici, merci de compléter l'article en donnant les références utiles à sa vérifiabilité et en les liant à la section « Notes et références ».
Pour les articles homonymes, voir Vincent.
Philippe Vincent est un acteur français, spécialisé dans le doublage.

## Biographie

### Carrière
Spécialisé dans le doublage, Philippe Vincent est entre autres la voix française régulière de Kevin Bacon, Kurt Russell, Josh Brolin et Val Kilmer. Il est également la voix de Balto dans la trilogie de films du même nom (1995-2004), de Dean McCoppin dans le film d'animation Le Géant de fer (1999), de Blinky dans les séries Les Contes d'Arcadia (2016-2020), ainsi que celle de Norman Osborn dans le jeu vidéo Marvel's Spider-Man (2018), de Peter Mygind (Dan Sommerdahl) dans Les Enquêtes de Dan Sommerdahl (2020-2023).

### Vie privée
Philippe Vincent a épousé en 2010 la comédienne Myriam Boyer.

## Théâtre
- L'Ours d'Anton Tchekhov, mise en scène Jacqueline Duc
- Le Misanthrope de Molière, mise en scène Jacqueline Duc
- Le Pantalon de Gérald Aubert, mise en scène Michel Gast
- L'Avare de Molière, mise en scène Daniel Benoin
- La Vie devant soi d'après Romain Gary, mise en scène Didier Long
- 2018 : Misery, mise en scène Daniel Benoin : le shérif

## Filmographie

### Cinéma
- 1986 : Osa d'Oleg Egorof : Speedway
- 1998 : La Mère Christain de Myriam Boyer

### Télévision
- 1996 : Julie Lescaut, épisode La Fête des mères (5.3) de Josée Dayan : l'homme du RAID radio
- 2010 : La Vie devant soi, téléfilm de Myriam Boyer

## Doublage
Les dates inscrites en italique correspondent aux sorties initiales des films dont Philippe Vincent a participé aux redoublages.

### Cinéma

#### Films
- Val Kilmer dans :
  - The Doors (1991) : Jim Morrison
  - L'Affaire Karen McCoy (1993) : J.T. Barker
  - Tombstone (1993) : Doc Holliday
  - L'Île du docteur Moreau (1996) : Montgomery
  - Salton Sea (2002) : Danny Parker / Tom Van Allen
  - Hard Cash (2002) : l'agent fédéral Mark C. Cornell
  - Wonderland (2003) : John C. Holmes
  - Blind Horizon (2003) : Frank Kavanaugh
  - Georges et le Dragon (2004) : El Cabillo
  - Alexandre (2004) : Philippe II de Macédoine
  - Kiss Kiss Bang Bang (2005) : Gay Perry
  - Déjà vu (2006) : l'agent du FBI Paul Pryzwarra
  - Conspiration (2008) : MacPherson
  - Félon (2008) : John Smith
  - Locked (2009) : Jimmy
  - Hardwired (2009) : Virgil Kirkhill
  - Bad Lieutenant : Escale à La Nouvelle-Orléans (2009) : Stevie Pruit
  - Double Identity (2010) : Nicholas Pinter
  - Bloodworth (2010) : Warren
  - Bulletproof Gangster (2011) : Joe Manditski
  - La Première Chevauchée de Wyatt Earp (2011) : Wyatt Earp
  - Twixt (2011) : Hall Baltimore
  - Blood Out (2011) : Arturo
  - L'Énigme (2013) : le shérif Richards
  - Palo Alto (2013) : Stewart
  - Song to Song (2017) : Duane
  - Le Bonhomme de neige (2017) : Gert Rafto
  - Top Gun : Maverick (2022) : l'amiral Tom « Iceman » Kazansky
- Kevin Bacon dans :
  - Des hommes d'honneur (1992) : le capitaine Jack Ross
  - Trait pour trait (1997) : Sam Mayfair
  - Sexcrimes (1998) : Sergent Ray Duquette
  - Hypnose (1999) : Tom Witzky
  - Mon chien Skip (2000) : Jack Morris
  - Hollow Man : L'Homme sans ombre (2000) : Sebastian Caine
  - Mauvais Piège (2002) : Joe Hickey
  - Mystic River (2003) : Sean Devine
  - The Woodsman (2004) :  Walter
  - Beauty Shop (2005) : Jorge
  - La Vérité nue (2005) : Lanny
  - Death Sentence (2007) : Nick Hume
  - États de choc (2007) : l'amour
  - Frost/Nixon : L'Heure de vérité (2008) : Jack Brennan
  - Ma mère, ses hommes et moi (2009) : Dan Devereaux
  - X-Men : Le Commencement (2011) : Sebastian Shaw
  - Crazy, Stupid, Love (2011) : David Lindhagen
  - Bangkok Revenge (2011) : Jimmy The Brit
  - RIPD : Brigade fantôme (2013) : Bobby Hayes
  - Cop Car (2015) : Shérif Kretzer
  - Strictly Criminal (2015) : Charles McGuire
  - The Darkness (2016) : Peter Taylor
  - Traque à Boston (2016) : Richard DesLauriers
  - One Way (2022) : Fred Sullivan Sr.
  - Le Monde après nous (2023) : Danny
  - Le Flic de Beverly Hills : Axel F. (2024) : Cade Grant
- Kurt Russell dans :
  - Backdraft (1991) : Stephen « Bull » McCaffrey / Dennis McCaffrey
  - Ultime Décision (1996) : Dr Phil David Grant
  - Los Angeles 2013 (1996) : Snake Plissken
  - Breakdown (1997) : Jeffrey « Jeff » Taylor
  - Soldier (1998) : Todd
  - Destination: Graceland (2001) : Michael Zane
  - Vanilla Sky (2001) : Dr McCabe
  - Dark Blue (2003) : Eldon Perry
  - Dreamer (2005) : Ben Crane
  - Poséidon (2006) : Robert Ramsey
  - Art of the Steal (2013) : « Crunch » Calhoun
  - Fast and Furious 7 (2015) : M. Nobody
  - Bone Tomahawk (2015) : Shérif Hunt
  - Les Huit Salopards (2015) : John Ruth dit « Le Bourreau »
  - Deepwater (2016) : Jimmy Harrell
  - Fast and Furious 8 (2017) : Frank Petty
  - Les Gardiens de la Galaxie Vol. 2 (2017) : Ego
  - Les Chroniques de Noël (2018) : Père Noël
  - Once Upon a Time… in Hollywood (2019) : Randy / le narrateur
  - Les Chroniques de Noël 2 (2020) : Père Noël
  - Fast and Furious 9 (2021) : Frank Petty

- Josh Brolin dans :
  - Dans la vallée d'Elah (2007) : le chef Buchwald
  - Vous allez rencontrer un bel et sombre inconnu (2010) : Roy
  - Gangster Squad (2013) : John O'Mara
  - Old Boy (2013) : Joe Doucett
  - Last Days of Summer (2013) : Frank Chambers
  - Sin City : J'ai tué pour elle (2014) : Dwight McCarthy
  - Inherent Vice (2015) : Christian « Bigfoot » Bjornsen
  - Everest (2015) : Beck Weathers
  - Sicario (2015) : Matt Graver
  - Ave, César ! (2016) : Eddie Mannix
  - Line of Fire (2017) : Eric « Supe » Marsh
  - Deadpool 2 (2018) : Nathan Summers / Cable
  - Sicario : La Guerre des cartels (2018) : Matt Graver
  - My Deer Hunter Dad (2018) : Buck Ferguson
  - Dune, première partie (2021) : Gurney Halleck
  - Flag Day (2021) : l'oncle Beck
  - Dune : Deuxième partie (2024) : Gurney Halleck
  - Brothers (2024) : Moke Munger
  - Évanouis (2025) : Archer Graff

- Will Ferrell dans :
  - Starsky et Hutch (2004) : Earl
  - Présentateur vedette : La Légende de Ron Burgundy (2005) : Ron Burgundy
  - Légendes vivantes (2013) : Ron Burgundy
  - Very Bad Dads (2016) : Brad Whitaker
  - Very Bad Dads 2 (2017) : Brad Whitaker
  - Vegas Academy : Coup de poker pour la fac (2017) : Scott Johansen

- Danny Huston dans :
  - Marie-Antoinette (2006) : Joseph II
  - Playoff (2011) : Max Stoller
  - 12 Heures (2012) : Tim Harlend
  - Hitchcock (2012) : Whitfield Cook
  - Big Eyes (2014) : Dick Nolan
  - Les Derniers Jours de monsieur Brown (2019) : Peter

- Tim Roth dans :
  - Little Odessa (1994) : Joshua Shapira
  - Le Suspect idéal (1997) : Wayland
  - La Légende du pianiste sur l'océan (1998) : Danny Boodmann T.D. Lemon
  - Even Money (2006) : Victor
  - Möbius (2013) : Ivan Rostovsky

- Jeff Daniels dans :
  - Insomnies (2000) : Ed Saxon
  - Témoin à risques (2003) : James Rhodes
  - Winn-Dixie mon meilleur ami (2005) : le prêtre
  - Steve Jobs (2015) : John Sculley
  - Quad (2020) : Mickey

- Matthew Modine dans :
  - Le Singe funky (2004) : Alex McCall
  - Le Transporteur 2 (2005) : Jefferson Billings
  - Jobs (2013) : John Sculley
  - Family Weekend (2013) : Duncan Dungy
  - Breaking News in Yuba County (2021) : Karl Buttons

- Aaron Eckhart dans :
  - L'Enfer du dimanche (1999) : Nick Crozier
  - Possession (2002) : Roland Michell
  - Meet Bill (2007) : Bill Anderson
  - Le Goût de la vie (2007) : Nick

- Woody Harrelson dans :
  - Les Blancs ne savent pas sauter (1992) : Billy Hoyle
  - The Sunchaser (1996) : Dr Michael Reynolds
  - La Ligne rouge (1998) : le sergent Keck
  - A Scanner Darkly (2006) : Luckman

- Eric Roberts dans :
  - Sang chaud pour meurtre de sang-froid (1992) : Jimmy Evans
  - L'Expert (1994) : Tomas Leon
  - The Glass Cage (1996) : Montrachet
  - Babylon (2022) : Robert Roy

- Elias Koteas dans :
  - Les Tortues Ninja (1990) : Casey Jones
  - The Prophecy (1995) : Thomas Dagget
  - Bienvenue à Gattaca (1997) : Antonio

- Christian Slater dans :
  - Cœur sauvage (1993) : Adam
  - Pluie d'enfer (1998) : Tom
  - Assassins Run (2013) : Michael Mason

- John Travolta dans :
  - Savages (2012) : Dennis
  - Gotti (2018) : John Gotti, Sr.
  - Die Hart (2023) : Ron Wilcox

- Jason Flemyng dans :
  - Hysteria (2014) : Swanwick
  - La Légende du dragon (2019) : Jonathan Green
  - 355 (2022) : Elijah Clarke

- John Michael Higgins dans :
  - Les Stars de la toile (2016) : Dave
  - Mascots (2016) : Upton French
  - Le Mauvais Esprit d'Halloween (2022) : le principal Lloyd

- David Morse dans :
  - La Maison des otages (1990) : Albert
  - Négociateur (1998) : Adam Beck

- Peter Greene dans :
  - Pulp Fiction (1994) : Zed le flic tortionnaire
  - Training Day (2001) : Jeff

- Russell Crowe dans :
  - Mort ou vif (1995) : Cort
  - Une grande année (2006) : Max Skinner

- John C. McGinley dans :
  - Mother (1996) : Carl
  - La Dernière Cavale (1997) : Eddie Grillo

- Vincent Gallo dans :
  - Nos funérailles (1996) : Johnny
  - Buffalo '66 (1998) : Billy Brown

- Jon Favreau dans :
  - Deep impact (1998) : Gus Partenza
  - Daredevil (2003) : Franklin « Foggy » Nelson

- Neal McDonough dans :
  - Minority Report (2002) : Gordon « Fletch » Fletcher
  - Mémoires de nos pères (2006) : le capitaine Dave Severance

- Norman Reedus dans :
  - Un crime (2006) : Vincent
  - Hero Wanted (2008) : Swain

- Robert Taylor dans :
  - Solitaire (2007) : Everett
  - Diversion (2015) : McEwen

- Johan Kylén dans :
  - Millénium 2 : La Fille qui rêvait d'un bidon d'essence et d'une allumette (2009) : l'inspecteur Jan Bublanski
  - Millénium 3 : La Reine dans le palais des courants d'air (2010) : l'inspecteur Jan Bublanski

- Noah Emmerich dans :
  - Fair Game (2010) : Bill
  - Meurtres sans ordonnance (2022) : Tim Braun

- Brendan Gleeson dans :
  - Sous surveillance (2012) : Henry Osborne
  - Macbeth (2021) : le roi Duncan

- Paul Reiser dans :
  - Life After Beth (2014) : Noah Orfman
  - Sandy Wexler (2017) : lui-même

- Hugh Dillon dans :
  - Wind River (2017) : Curtis
  - The Humanity Bureau (2017) : Adam Westinghouse

- 1981[4] : Le Bateau : le maître d’équipage Kriechbaum (Bernd Tauber)
- 1987 : Maurice : Maurice Hall (James Wilby)
- 1989 : Fatal Games : Ram Sweeney (Patrick Labyorteaux)
- 1990 : L'Échelle de Jacob : Georges (Ving Rhames)
- 1992 : La Nuit déchirée : Charles Brady (Brian Krause)
- 1992 : Light Sleeper : Jealous (Sam Rockwell)
- 1993 : True Romance : Floyd (Brad Pitt)
- 1993 : Cliffhanger : Traque au sommet : Brett (Trey Brownell)
- 1993 : Demolition Man : Edgar Friendly (Denis Leary)
- 1993 : Dans la ligne de mire : Bill Watts (Gary Cole)
- 1993 : Philadelphia : le sportif rencontré au magasin (Andre B. Blake)
- 1993 : Les Survivants : Antonio Balbi (Vincent Spano)
- 1993 : Wayne's World 2 : Jim Morrison (Michael A. Nickles)
- 1993 : Poetic Justice : Dexter (Keith Washington)
- 1993 : Adieu ma concubine : voix additionnelles
- 1993 : La Star de Chicago : Chet 'Rocket' Steadman (Gary Busey)
- 1993 : La Liste de Schindler : le prisonnier (Alexander Strobele)
- 1993 : Excessive Force : Détective Terry McCain (Thomas Ian Griffith)
- 1994 : Richard au pays des livres magiques : Alan Tyler, le père de Richard (Ed Begley Jr.)
- 1994 : Le Livre de la jungle : Mowgli (Jason Scott Lee)
- 1994 : Le Douzième Juré : Tommy Vesey (William Hurt)
- 1995 : Les Légendes de l'Ouest : Pecos Bill (Patrick Swayze)
- 1995 : Kiss of Death : Jimmy Kilmartin (David Caruso)
- 1995 : Strange Days : Lenny Nero (Ralph Fiennes)
- 1996 : La Chasse aux sorcières : John Proctor (Daniel Day-Lewis)
- 1996 : Le Guerrier d'acier : Dr Bill Stewart (Adrien Brody)
- 1996 : À l'épreuve du feu : le sergent Ilario (Matt Damon)
- 1996 : The Arrival :  Zane Zaminski (Charlie Sheen)
- 1996 : La Rançon : Clark Barnes (Liev Schreiber)
- 1997 : Copland : Jack « Jackie » Rucker (Robert Patrick)
- 1997 : À armes égales : Royce (Jason Beghe)
- 1998 : Un cri dans l'océan : John Finnegan (Treat Williams)
- 1998 : Ainsi va la vie : Justin Matisse (Harry Connick Jr.)
- 1998 : Ronin : Larry (Skipp Sudduth)
- 1998 : La Dernière Preuve : Robert « Bobby » Medina (Wade Dominguez)
- 1999 : La Carte du cœur : Trent (Jon Stewart)
- 2000 : Apparences : Warren Feur (James Remar)
- 2000 : The Million Dollar Hotel : Charley Best (Donal Logue)
- 2000 : 28 Jours en sursis : Jasper (Dominic West)
- 2001 : Ghosts of Mars : Sergent Jericho Butler (Jason Statham)
- 2001 : Jurassic Park 3 : Cooper (John Diehl)
- 2002 : Le Smoking : Dr Simms (Peter Stormare)
- 2002 : Le Roi Scorpion : le chef des barbares (Tyler Mane)
- 2002 : Full Frontal : Arty/Ed (Enrico Colantoni[5])
- 2003 : Veronica Guerin : John Traynor (Ciarán Hinds)
- 2003 : Un duplex pour trois : Coop (Justin Theroux)
- 2003 : Le Maître du jeu : Lawrence Green (Jeremy Piven)
- 2004 : Night Watch : Anton Gorodetski (Constantin Khabenski)
- 2004 : Alien vs. Predator : Rusten Quinn (Carsten Norgaard)
- 2004 : Le Vol du Phœnix : Ian (Hugh Laurie)
- 2004 : La Chute : Wilhelm Burgdorf (Justus von Dohnányi)
- 2004 : Haven : Carl Ridley (Bill Paxton)
- 2005 : Les Locataires : Harry Lesser (Dylan McDermott)
- 2006 : Man of the Year : Hemmings (Rick Roberts)
- 2006 : Thank You for Smoking : Ron Gooode (Todd Louiso)
- 2006 : X-Men : L'Affrontement final : Warren Worthington, Sr. (Michael Murphy)
- 2006 : Flyboys : M. Lowry (Tim Pigott-Smith)
- 2006[6] : Zombies : William Carlton (Martin McDougall)
- 2007 : Planète Terreur : le shérif Hague (Michael Biehn)
- 2007 : Sunshine : Pinbaker (Mark Strong)
- 2007 : Paranoid Park : le père d'Alex (Jay Williamson)
- 2009 : Dark Country : Dick (Thomas Jane)
- 2012 : Total Recall : Mémoires programmées : Hammond (Dylan Smith)
- 2012 : The Dictator : voix-off des news (Rick Chambers)
- 2013 : American Bluff : Carl Elway (Shea Whigham)
- 2013 : Dallas Buyers Club : Dr Vass (Griffin Dunne)
- 2013 : Kill Your Darlings : Dean (David Rasche)
- 2014 : Sabotage : Floyd Demel (Martin Donovan)
- 2014 : Pompéi : Severus (Jared Harris)
- 2014 : Bleu Saphir : Lord Alastair (Oscar Ortega Sánchez)
- 2014 : Si je reste : Denny Hall (Joshua Leonard)
- 2016 : Mean Dreams : Elbert Ford (Joe Cobden)
- 2016 : Zoolander 2 : lui-même (Sting)
- 2016 : Ne t'endors pas : Whelan (Dash Mihok)
- 2017 : Outsider : John, le frère de Wepne (Michael Rapaport)
- 2017 : Churchill : Dwight Eisenhower (John Slattery)
- 2017 : Wonder Woman : le chef (Eugene Brave Rock)
- 2018 : Ma vie avec John F. Donovan : l'oncle Patrick (Craig Eldridge)
- 2019 : Ad Astra : le test de psychologie [Qui ?] (voix)
- 2019 : The Laundromat : L'Affaire des Panama Papers : l'avocat de Ellen Martin (Norbert Weisser)
- 2019 : The Corrupted : Isaac Gale (Alan McKenna)
- 2019 : Sang froid : Brock « Iceman » Darman (William Forsythe)
- 2019[7] : La Loi de Téhéran : le commissaire Shahbazi [Qui ?]
- 2019 : Seberg : Walt Breckman (Stephen Root)
- 2020 : La Voie de la justice : le shérif Tom Tate (Michael Harding)
- 2020 : The Last Days of American Crime : l'homme du gouvernement (Kevin Otto)
- 2020 : The Boys in the Band : Hank (Tuc Watkins)
- 2020 : L'Incroyable histoire de l'Île de la Rose : l'amiral (Federico Pacifici (it))
- 2020 : Greenland : Ralph Anderson (David Denman)
- 2020 : L'Appel de la forêt : Edenshaw (Michael Horse)
- 2020 : Personne ne sait que je suis là : le producteur de Miami (Roberto Vander)
- 2021 : Apex : Lyle (Lochlyn Munro)
- 2023 : The Old Oak : Charlie (Trevor Fox)
- 2024 : Blue et Compagnie : ? (?)
- 2024 : Alien: Romulus : Rook (Daniel Betts)
- 2024 : To the Moon : Henry Smalls (Ray Romano)
- 2024 : The Great Lillian Hall (en) : ? (?)

#### Films d'animation
- 1994 : Street Fighter II, le film : Ken Masters
- 1995 : Balto : Balto[n 1]
- 1999 : Le Géant de fer : Dean McCoppin[8]
- 2001 : Les Trois Fils du père Noël : ?
- 2002 : Balto 2 : La Quête du loup : Balto[n 2]
- 2004 : Balto 3 : Sur l'aile du vent : Balto[n 2]
- 2015 : Le Garçon et la Bête : l'arbitre du tournoi
- 2019 : Klaus : Mogens le capitaine
- 2020 : Altered Carbon: Resleeved (en) : Tanaseda
- 2020 : Calamity, une enfance de Martha Jane Cannary : Paterson (création de voix)
- 2021 : Chasseurs de trolls : Le Réveil des Titans : Blinky
- 2021 : Le Sommet des dieux : le rédacteur en chef[9] (création de voix)
- 2024 : Looney Tunes : Daffy et Porky sauvent le monde : Jim, le fermier[n 3]

### Télévision

#### Téléfilms
- Eric Roberts dans :
  - Harcelée par mon médecin (2015) : Dr Albert Beck
  - Un mari en cadeau de Noël (2016) : M. Rawlings
  - Harcelée par mon médecin : Le retour (2016) : Dr Albert Beck
  - Liaison interdite avec mon étudiant (en) (2018) : le vice-principal Lee Clark
  - La Jalousie dans la peau (en) (2019) : Roger Cartland
  - Fiancée à un imposteur (2020) : George
  - L'Escroc qui m'a séduite (en) (2021) : Hal Hemlinger
  - Comment survivre à une fête mortelle (2021) : Peter
  - Un ex toxique (en) (2022) : le lieutenant Burns
  - Meurtre à Noël (2022) : Lloyd

- Lochlyn Munro dans :
  - Le Courrier de Noël (2010) : M. Fuller
  - Brisée par mon mari (2011) : Thomas Brisano
  - Terrifiée par mon mari (en) (2014) : Neal
  - La Guerre des ex (2016) : Jake
  - Noël sur glace (en) (2016) : Lou
  - Mécanique amoureuse (2017) : Doc Dupree
  - Âmes sœurs.com (2017) : Dylan Taylor
  - Coup de foudre sur les pistes (2018) : Ski Dad
  - La Boutique des secrets : La Boîte mystérieuse (2018) : Joel Jacobs

- William McNamara dans :
  - Dans les griffes de mon beau-père (2017) : Richard
  - La Mémoire de la peur (2018) : Dean
  - Un cours très particulier (2019) : M. Lloyd
  - Une famille à tout prix ! (2020) : M. Crane

- Dylan Neal dans :
  - Le Cauchemar d'une mère (2014) : Gabe Michaels
  - Une nouvelle tradition pour Noël (2016) : Terry Evans
  - La Recette du coup de foudre (2018) : Eric

- Matthew Modine dans :
  - Hitler : La Naissance du mal (2003) : Fritz Gerlich
  - Too Big to Fail : Débâcle à Wall Street (2011) : John Thain

- Jeff Daniels dans :
  - L'Amour en vedette (2004) : Elliot Garfield
  - Les Cinq personnes que j'ai rencontrées là-haut (2005) : l'homme bleu

- Colin Ferguson dans :
  - La Colline aux adieux (2005) : Tom Welton
  - Trop jeune pour être mère (2005) : Bob

- Kevin Bacon dans :
  - Une famille en morceaux (2017) : Michael
  - Les Gardiens de la Galaxie : Joyeuses Fêtes (2022) : lui-même

- 1993 : Excessive Force : Terry McCain (Thomas Ian Griffith)
- 1994 : Viper : Travis Blackstone (Lorenzo Lamas)
- 1997 : Femmes à Hollywood : Gregg Lynch (Jeff Kaake)
- 2001 : À la recherche de Lily : Bobby Bishop / Kevin Moss (Vincent Gallo
- 2004 : Légitimes défenses : Ken Spradling (Andrew Robertt)
- 2007 : Bill : Bill (Aaron Eckhart)
- 2007 : Vol 732 : Terreur en plein ciel : Silas Jansen (William Forsythe)
- 2007 : Au nom de la passion : Paul Wilder (Robert Moloney)
- 2008 : Le Dernier Souhait : Craig Beamish (Brad Borbridge)
- 2009 : Facteur 8 : Alerte en plein ciel : Peter Brandt (André Hennicke)
- 2010 : La 19e Épouse : M. Heber (David Brown)
- 2012 : Liaisons interdites : Thomas Montgomery (Garret Dillahunt)
- 2012 : Hemingway and Gellhorn : Max Eastman (Mark Pellegrino)
- 2012 : La Vérité sur mon passé : Jonas (Rob Stewart)
- 2013 : Bataille à la crèche : August Achenbach (Christoph Grunert)
- 2014 : Prey : David Murdoch (Philip Glenister)
- 2015 : Jan Hus, rebelle jusqu'au bûcher : Kristan de Prachatice (David Novotny)
- 2016 : Piégée avec ma sœur : McGradey (Tobin Bell)
- 2016 : D'amour et d'orchidée : George McAllister (Patrick Cassidy)
- 2016 : Assassinées de mère en fille : le shérif Underwood (Parker Stevenson)
- 2017 : The Wrong Man : Gary Moore (Michael Paré)
- 2018 : Une photo compromettante : le lieutenant Walker (Tim Abell)
- 2018 : La Vengeance de ma sœur jumelle : le lieutenant Mendez (Peter Flemming)
- 2018 : Meurtre d'une cheerleader : le coach Matt Parker (Sean McNabb)
- 2018 : Un réveillon sur mesure : Brooks (Rod Sweitzer)
- 2018 : Ce bébé est à moi ! : le lieutenant Logan (John J. York)
- 2019 : The Laundromat : L'Affaire des Panama Papers : l'avocat d'Ellen Martin (Larry Clarke)
- 2019 : Tout n'est qu'illusion : le shérif Brunson (Bart Johnson)
- 2020 : The Last Days of American Crime : Jack Morgan (Lionel Newton)
- 2020 : The Boys in the Band : Hank (Tuc Watkins)
- 2020 : Méditation et tentation : Tom (Brady Smith)
- 2020 : Un mensonge en héritage : Peter Dawson (Michael Rose)
- 2023 : Coup de foudre et petits arrangements : Tom (Steve Nation)

#### Séries télévisées
- Kevin Bacon dans (8 séries) :
  - Will et Grace (2002-2006) : Kevin Bacon (saison 5, épisode 2 et saison 8, épisode 23)
  - Bored to Death (2010) : Kevin Bacon (saison 2, épisode 5)
  - Following (2013-2015) : Ryan Hardy (45 épisodes)
  - I Love Dick (en) (2016-2017) : Dick (8 épisodes)
  - SMILF (2019) : Kevin Bacon (saison 2, épisode 4)
  - City on a Hill (2019-2022) : Jackie Rohr (26 épisodes)
  - The Bondsman (2025) : Hub Halloran
  - Sirens (2025) : Peter Kell (mini-série)

- Gary Cole dans (7 séries) :
  - 2267, ultime croisade (1999) : le capitaine Matthew Gideon (13 épisodes)
  - Veep (2019) : Kent Davison (2e voix, saison 7)
  - Chicago Fire (2019) : le chef Carl Grissom (2e voix, saison 8)
  - The Good Fight (2019-2022) : Kurt McVeigh (2e voix, saisons 3 à 6)
  - NCIS : Enquêtes spéciales (depuis 2021) : Alden Parker
  - NCIS: Hawaiʻi (2022-2023) : Alden Parker (3 épisodes)
  - NCIS : Los Angeles (2023) : Alden Parker (saison 14, épisode 10)

- Sean Bridgers dans (4 séries) :
  - Deadwood (2004-2006) : Johnny Burns (36 épisodes)
  - Bones (2009) : John Collins (saison 5, épisode 6)
  - Lie to Me (2009) : Harold Clark (saison 2, épisode 10)
  - The Thing About Pam (2022) : Mark Hupp (mini-série)

- Matthew Modine dans (4 séries) :
  - Into the West (2005) : Samson Wheeler (mini-série)
  - Weeds (2007) : Sullivan Groff (saison 3)
  - Stranger Things (depuis 2016) : Dr Martin Brenner
  - Zero Day (2025) : Richard Dreyer (mini-série)

- Titus Welliver dans :
  - Brooklyn South (1997-1998) : l'officier Jake Lowery (22 épisodes)
  - NCIS : Enquêtes spéciales (2008) : le capitaine Roger Walsh (saison 5, épisode 5)
  - Shark (2007) : Dexter Modene / Javier (saison 2, épisode 7)

- Colin Ferguson dans :
  - Eureka (2006-2012) : le shérif Jack Carter (77 épisodes)
  - Les Mystères de Haven (2013-2015) : William (10 épisodes)
  - You're the Worst (2017) : Boone (saison 4)

- Hugh Dillon dans :
  - Durham County (2007-2010) : Mike Sweeney (18 épisodes)
  - Flashpoint (2008-2012) : Ed Lane (75 épisodes)
  - The Killing (2013) : Francis Becker (saison 3)

- Val Kilmer dans :
  - XIII : La Conspiration (2008) : La Mangouste (mini-série)
  - The Spoils of Babylon (2014) : le général Rod Cauliffe (mini-série)
  - Psych : Enquêteur malgré lui (2014) : l'inspecteur Dobson (saison 8, épisode 10)

- Eric Roberts dans :
  - Criminal Minds: Suspect Behavior (2011) : Andy Armus (épisode 10)
  - Scorpion (2016) : Mick (saison 2, épisode 18)
  - The Righteous Gemstones (2022) : Junior Marsh (saison 2)

- Billy Campbell dans :
  - Star Trek : La Nouvelle Génération (1988) : le capitaine Thadiun Okona (saison 2, épisode 4)
  - Mr. et Mrs. Smith (2024) : Parker Martin

- Neal McDonough dans :
  - Suits : Avocats sur mesure (2014-2019) : Sean Cahill (17 épisodes)
  - 9-1-1: Lone Star (2022-2023) : le sergent Ty O'Brien (6 épisodes)

- Michael Imperioli dans :
  - Mad Dogs (en) (2015-2016) : Lex (10 épisodes)
  - Lincoln : À la poursuite du Bone Collector (2020) : le lieutenant Rick Selitto (10 épisodes)

- Don Harvey dans :
  - Le Dernier Seigneur (2017) : Rupert Vajna (4 épisodes)
  - We Own This City (2022) : John Sieracki (mini-série)

- David Denman dans :
  - Angel (2001-2003) : Skip

- Lochlyn Munro dans :
  - The Murders (en) (2019) : Michael Huntley (épisode 1)
  - Peacemaker (depuis 2022) : l'inspecteur Larry Fitzgibbon

- 1996-1997 : Star Trek: Voyager : Michael Jonas (Raphael Sbarge) (6 épisodes)
- 2001-2002 : Preuve à l'appui : Tyler (Ed Quinn) (saison 1, épisodes 4 et 11)
- 2003 :  The Shield : l’employé du magasin de sex-shop (Simon Brooke) (saison 2, épisode 12)
- 2003-2004 : 24 Heures chrono : Gael Ortega (Jesse Borrego) (saison 3)
- 2004 : NCIS : Enquêtes spéciales : Vince Nutter (Brian Thompson) (saison 1, épisode 17)
- 2006-2007 : Lost : Les Disparus : Danny Pickett (Michael Bowen) (7 épisodes)
- 2007-2010 : Saving Grace : Leo Hanadarko (Patrick St. Esprit) (9 épisodes)
- 2007 / 2011 : Nick Cutter et les Portes du temps : Duncan (James Bradshaw (en)) (4 épisodes)
- 2011 : Fringe : Raymond (Stephen Root) (saison 4, épisode 6)
- 2011 / 2014 : Sons of Anarchy : Huff (Brian Goodman (en)) (saison 4, épisode 4) et Otis (Luke Massy) (saison 7, épisode 10)
- 2014 : The Missing : Mark Walsh (Jason Flemyng) (saison 1)
- 2014-2015 : Prey : David Murdoch (Philip Glenister) (mini-série)
- 2015 : Flynn Carson et les Nouveaux Aventuriers : le shérif Heyer (Ted Rooney (en)) (saison 1, épisode 6)
- 2015-2019 : Trapped : Ásgeir Þórarinsson (Ingvar E. Sigurðsson) (20 épisodes)
- 2016 : The Code : David Banks (Geoff Morrell) (6 épisodes)
- 2017 : Midnight, Texas : le shérif Livingstone (Sean Bridgers) (saison 1, épisodes 1 et 2)
- 2017 : The Magicians : Friar Joseph (Jamie Harris) (saison 2, épisodes 8 et 13)
- 2017 : Knightfall : Jonas (Peter Marinker) (saison 1, épisode 4)
- 2017 : Supergirl : Lar Gand (Kevin Sorbo) (saison 2)
- 2017-2018 : Au nom du père : Johannes (Lars Mikkelsen) (20 épisodes)
- 2017-2019 : Divorce : Robert (Thomas Haden Church) (2e voix)
- 2017-2020 : Liar : la nuit du mensonge : Rory Maxwell (Danny Webb) (12 épisodes)
- 2018 : La Vérité sur l'affaire Harry Quebert : Travis Dawn âgé (Craig Eldridge) (mini-série)
- 2018 : Kiss Me First : Beam (Ben Chaplin) (épisode 2)
- 2018 : The Terror : Sir James Ross (Richard Sutton) (saison 1)
- 2018 : Deep State (en) : Laurence (Alexandre Willaume) (5 épisodes)
- 2018-2019 : Strange Angel (en) : le général Braxton (Karl Makinen) (13 épisodes)
- 2018-2020 : Mon amour du lagon (de) : le directeur Kulovits (Helmut Zierl (de)) (mini-série)
- 2018 / 2021 : American Crime Story : l'inspecteur Paul Scrimshaw (Will Chase) (saison 2) et Bob Bennett (Christopher McDonald) (saison 3)
- 2018-2022 : Animal Kingdom : Billy (Denis Leary) (9 épisodes)
- 2019 : Harry Bosch : Hector Bonner (Ryan Hurst) (saison 5)
- 2019-2021 : Shrill : Bill Easton (Daniel Stern) (10 épisodes)
- 2020 : Altered Carbon : Tanaseda Hideki (James Saito) (5 épisodes)
- 2020 : Hunters : Dr Friedrich Mann (William Sadler) (saison 1, épisode 10)
- 2020-2021 : For Life : Henry Roswell (Timothy Busfield) (22 épisodes)
- 2020-2022 : Grey's Anatomy : Station 19 : Snuffy Souza (Peter Onorati) (5 épisodes)
- depuis 2020 : Les Enquêtes de Dan Sommerdahl : Dan Sommerdahl (Peter Mygind)
- depuis 2020 : Blood and Water : Brian Bhele (Patrick Mofokeng (en))
- 2021 : Tribes of Europa : le général Cameron (James Faulkner) (5 épisodes)
- 2021 : Clarice : Anthony Herman (David Hewlett) (5 épisodes)
- 2021 : Big Sky : le shérif Wagy (Sebastian Roché) (saison 1)
- 2021-2022 : Gossip Girl : Roy Sachs (John Benjamin Hickey) (8 épisodes)
- depuis 2021 : Cobra Kai : Terry Silver (Thomas Ian Griffith)
- depuis 2021 : Profession : reporter : Geoff Walters (Robert Taylor)
- 2022 : Inventing Anna : Landon Bloom (Armand Schultz) (mini-série)
- 2022 : Bosch: Legacy : Carl Rogers (Michael Rose) (saison 1)
- 2022 : The Dropout : Channing Robertson (Bill Irwin) (mini-série)
- 2022 : Alger confidentiel : l'ambassadeur Fasch (Rainer Fruch) (mini-série)
- 2022 : That Dirty Black Bag (en) : Blaine (Terry McMahon (en))
- 2022 : La Disparue de Lørenskog : Holger Senstad (Roar Kjølv Jenssen (no)) (mini-série)
- 2022-2024 : Outer Range : Royal Abbott (Josh Brolin) (15 épisodes)
- depuis 2022 : 61st Street (en) : Rick Leonard (David Parkes)
- 2023 : Les Fleurs sauvages : ? (?) (mini-série)
- 2023 : Hudson et Rex : Samuel Frecker (Juan Chioran) (saison 5, épisode 14)
- 2023 : Le Continental : D'après l'Univers de John Wick : l'oncle Charlie, jeune (Peter Greene) (mini-série)
- 2023 : Monarch: Legacy of Monsters : Lee Shaw (Kurt Russell)
- 2023 : Reacher : Shane Langston (Robert Patrick) (saison 2)
- 2023 : FBI: Most Wanted : le capitaine James Kennedy (Mike Pniewski) (saison 4, épisode 14)
- 2024 : Sexy Beast (en) : Stan Higgins (Paul Kaye)
- 2024 : Un jour : Lionel Cope (Toby Stephens) (mini-série)
- 2024 : Before (en) : Eli (Billy Crystal) (mini-série)
- 2025 : Dying for Sex : Dr Pankowitz (David Rasche) (mini-série)
- 2025 : The Studio : Ted Sarandos (Ted Sarandos (en)) (saison 1, épisode 9)

#### Séries d'animation
- 2016-2018 : Chasseurs de trolls : Les Contes d'Arcadia : Blinky[n 4]
- 2018-2019 : Le Trio venu d'ailleurs : Les Contes d'Arcadia : Blinky[n 4] (saison 1, épisode 6 et saison 2, épisode 11)
- 2019 : Love, Death and Robots : Monsieur Flynn (saison 1, épisode 5)
- 2020 : Mages et Sorciers : Les Contes d'Arcadia : Blinky[n 4]
- 2021-2023 : What If...? : Ego[n 5] (3 épisodes)
- 2022 : Tales of the Jedi : le sénateur Dagonet
- 2023 : Agent Elvis : Kurt Russell
- 2025 : Votre fidèle serviteur Spider-Man : Thaddeus « Thunderbolt » Ross[n 6]

### Jeux vidéo
- 2016 : World of Warcraft: Legion : le grand exarque Turalyon
- 2017 : Wolfenstein II: The New Colossus : ?
- 2018 : World of Warcraft: Battle for Azeroth : le grand exarque Turalyon
- 2018 : Marvel's Spider-Man : Norman Osborn[n 7]
- 2020 : Marvel's Spider-Man: Miles Morales : Norman Osborn[n 7]
- 2020 : Assassin's Creed Valhalla : Vagn
- 2021 : Les Gardiens de la Galaxie : le cardinal Raker
- 2021 : Final Fantasy XIV: Endwalker : Montichaigne
- 2023 : Assassin's Creed Mirage : Fuladh
- 2023 : Marvel's Spider-Man 2 : Norman Osborn[n 7]

## Voix-off, publicité et radio
- Volkswagen : radio et télévision
- Total Access
- Lidl : radio et télévision (« Lidl, le vrai prix des bonnes choses » )
- Latina (depuis 2023)
- SeLoger